# Gran Premio motociclistico dell'Ulster 1963
Il Gran Premio motociclistico dell'Ulster fu il settimo appuntamento del motomondiale 1963.
Si svolse sabato 10 agosto 1963 sul Circuito di Dundrod. Erano in programma solo quattro delle classi disputate in singolo; non erano presenti né la classe 50, né i sidecar.
Le vittorie furono di Mike Hailwood in classe 500 sulla MV Agusta, Jim Redman si impose sia nella 350 che nella 250 in sella a Honda e Hugh Anderson in 125 alla guida di Suzuki.

## Classe 500
Furono alla partenza del gran premio 30 piloti, di cui solo 20 vennero classificati al termine della gara; tra i ritirati di rilievo vi furono Jack Ahearn, Jack Findlay e Phil Read.
La gara segnò il ritorno alle gare per Derek Minter, pilota ufficiale Gilera che si era infortunato prima dell'inizio della stagione e che al rientro riuscì a piazzarsi al terzo posto. Mike Hailwood, oltre a vincere la corsa, segnò anche il giro più veloce in gara superando per la prima volta la barriera psicologica delle 100 mph (girando a 101,28 mph).

### Arrivati al traguardo
| Pos. | Pilota          | Moto      | Tempo      | Punti |
| ---- | --------------- | --------- | ---------- | ----- |
| 1    | Mike Hailwood   | MV Agusta | 1h 16:11.0 | 8     |
| 2    | John Hartle     | Gilera    | +42.6      | 6     |
| 3    | Derek Minter    | Gilera    | +2:04.8    | 4     |
| 4    | Alan Shepherd   | Matchless | +2:39.8    | 3     |
| 5    | Ralph Bryans    | Norton    | +1 giro    | 2     |
| 6    | Mike Duff       | Matchless | +1 giro    | 1     |
| 7    | Fred Stevens    | Norton    |            |       |
| 8    | Joe Dunphy      | Norton    |            |       |
| 9    | William McCosh  | Matchless | +          |       |
| 10   | Derek Woodman   | Matchless |            |       |
| 11   | Richard Creith  | Norton    |            |       |
| 12   | Stuart Graham   | Matchless |            |       |
| 13   | Ellis Boyce     | Norton    |            |       |
| 14   | Alf Shaw        | Norton    |            |       |
| 15   | Tommy Holmes    | Matchless |            |       |
| 16   | Patsy McGarrity | Matchless |            |       |
| 17   | Jimmy Jones     | Norton    |            |       |
| 18   | Rollie Stallard | Norton    |            |       |
| 19   | John Brown      | Norton    |            |       |
| 20   | John Meneely    | Norton    |            |       |

## Classe 350
Tra i ritirati di rilievo Ralph Bryans.

### Arrivati al traguardo (posizioni a punti)
| Pos. | Pilota        | Moto      | Tempo        | Punti |
| ---- | ------------- | --------- | ------------ | ----- |
| 1    | Jim Redman    | Honda     | 1h 20' 39.6" | 8     |
| 2    | Mike Hailwood | MV Agusta |              | 6     |
| 3    | Luigi Taveri  | Honda     |              | 4     |
| 4    | Mike Duff     | AJS       |              | 3     |
| 5    | Fred Stevens  | Norton    |              | 2     |
| 6    | Len Ireland   | Norton    |              | 1     |

## Classe 250

### Arrivati al traguardo (posizioni a punti)
| Pos. | Pilota              | Moto       | Tempo        | Punti |
| ---- | ------------------- | ---------- | ------------ | ----- |
| 1    | Jim Redman          | Honda      | 1h 11' 54.2" | 8     |
| 2    | Tarquinio Provini   | Morini     | + 6".2       | 6     |
| 3    | Tommy Robb          | Honda      | +33".2       | 4     |
| 4    | Kunimitsu Takahashi | Honda      | +2'33".2     | 3     |
| 5    | Jack Findlay        | FB Mondial | + 1 giro     | 2     |
| 6    | Chris Anderson      | Aermacchi  | + 1 giro     | 1     |

## Classe 125
L'ottavo di litro fu anche in questa occasione la prima delle gare disputate nella giornata.
Tra i piloti costretti al ritiro vi fu Ernst Degner.

### Arrivati al traguardo (prime sette posizioni)
| Pos. | Pilota              | Moto   | Tempo     | Punti |
| ---- | ------------------- | ------ | --------- | ----- |
| 1    | Hugh Anderson       | Suzuki | 57' 01.2" | 8     |
| 2    | Bert Schneider      | Suzuki | + 1'09".6 | 6     |
| 3    | Luigi Taveri        | Honda  | + 1'10".4 | 4     |
| 4    | Tommy Robb          | Honda  | + 1'49".2 | 3     |
| 5    | Kunimitsu Takahashi | Honda  | + 1'49".8 | 2     |
| 6    | Frank Perris        | Suzuki | + 2'01".2 | 1     |
| 7    | Jim Redman          | Honda  |           |       |